# Yan Huiqing
Yan Huiqing (顏惠慶), latinizzato anche in Yen Hui-Ching (2 aprile 1877 – 24 maggio 1950) è stato uno scrittore, politico e diplomatico cinese, importante figura della storia della Repubblica di Cina prima della guerra civile cinese.

## Biografia
Originario di Shanghai, Yan si laureò all'Università della Virginia e insegnò lingua inglese presso l'Università San Giovanni (Shanghai) per un certo periodo, una volta tornato dagli Stati Uniti, prima di recarsi a Pechino per intraprendere la carriera politica. Pare che negli Stati Uniti fosse divenuto un massone.
Yan fu primo ministro della Repubblica di Cina per cinque volte non consecutive, ogni volta sempre per pochi mesi, durante gli anni venti. Nel 1926, venne imposto da Wu Peifu come presidente facente funzioni e primo ministro facente funzioni (ricoprendo, in quest'ultimo caso, il suo quinto mandato). Tuttavia, l'opposizione di Zhang Zuolin portò alle dimissioni di Yan pochi mesi dopo, a favore dell'ammiraglio Du Xigui.
Successivamente, Yan fu il primo ambasciatore cinese in Unione Sovietica; servì anche come delegato presso la Società delle Nazioni. Durante la seconda guerra mondiale, venne posto agli arresti domiciliari dai giapponesi mentre si trovava ad Hong Kong e durante la prigionia compilò le Storie dell'antica Cina. Durante la Guerra civile cinese, assunse una posizione centrista, avocando una soluzione pacifica della contesa; nel 1949 si recò a Mosca nel tentativo, fallito, di convincere il governo sovietico ad appoggiarlo. Morì l'anno successivo.